# Jean Pierre Paul Tortel
Pour les articles homonymes, voir Tortel.
Jean Pierre Paul Tortel, né le 15 décembre 1784 à Belfort et mort le 8 juin 1861 à Bischwiller, est un colonel d'artillerie et théoricien militaire français.

## Biographie
Élève de l’École polytechnique en 1803, il effectue ensuite une carrière d'officier d’artillerie.
En parallèle, il est l'auteur de livres techniques sur l'artillerie.
Il épouse Louise-Henriette Hoffmann à Strasbourg le 1er février 1826.
Il est cité par l'Almanach national de 1838 en tant qu'officier de la Légion d'honneur, lieutenant-colonel au 4e Régiment d'artillerie.
Il sert finalement en qualité de colonel directeur d'artillerie à Embrun.
Sa tombe à l'extérieur de l'église Saint-Nicolas de Bischwiller est un des rares vestiges subsistants de ce qui était le cimetière des familles catholiques, qui a disparu en 1864.
Dans une contribution au Spectateur militaire, Tortel impute l'avancée technique remarquable de la fonte en une seule coulée d'une pièce de canon au fameux chimiste Berthold Schwarz, auquel la tradition attribue également l'invention de la poudre à canon.
Le colonel Tortel était commandeur de la Légion d'honneur.

## Œuvres
- Manuel du service régimentaire de l’artillerie en garnison, Levrault, 284 p. in-12, Paris, 1833, avec tables et planches, rééd. Strasbourg, in-8°, 1835.
- Considérations sur la formation et la conduite des équipages de siège, in-8°, 1834.
- Mémoires divers sur les obus à balles ou schrapnells, traduits des archives pour les officiers des corps royaux prussiens de l'artillerie et du génie, et accompagnés d'observations, Paris, Leneveu, 1839.
- « De l'origine de la poudre à canon et de son premier emploi dans les armes à feu », Le spectateur militaire,‎ août 1841, p. 497-531 (lire en ligne), septembre 1841, p. 617-654, (lire en ligne)